# Мостарско-дувањска бискупија
Мостарско-дувањска бискупија је бискупија Католичке цркве.
Надлежни бискуп је монсињор Петар Палић, а сједиште бискупије се налази у Мостару.

## Историја
Бискупија је формирана 5. јула 1881. године. Међутим, Дувањска бискупија је постојала много прије 1881, и била је укинута још у 6. вијеку.
Бискупско сједиште је Катедрала Марије Мајке Цркве у Мостару. Бискупија издаје мјесечни часопис „Црква на камену“.
Бискупија се простире на 8.368 km² и обухвата око 175.000 католика. Има око 70 свештеника распоређених у 8 деканата и 66 жупа. Један број жупа припада и Херцеговачкој фрањевачкој провинцији.
Актуелни мостарско-дувањски бискуп је монсињор Петар Палић, и он служи такође и као администратор Требињско-мрканске бискупије.

## Бискупи
- Пашкал Буцоњић (1881—1910);
- Алојзије Мишић (1912—1942);
- Петар Чуле (1942—1980);
- Павао Жанић (1980—1993);
- Ратко Перић (1993—2020);
- Петар Палић (2020—данас).